# 죽이는 이야기
《죽이는 이야기》는 1998년에 개봉한 대한민국의 영화이다.

## 캐스팅
- 문성근 : 구이도 역
- 황신혜 : 말희 역
- 이경영 : 하비 역
- 권병준 : 종업원 역
- 전혜진 : 춘자 역
- 김병호 : 아치 역
- 정원중 : 비씨 역
- 이인철 : 김씨 역
- 최용민 : 사장 역
- 박지아 : 경리 1 역
- 조경훈 : 영화사 직원 역
- 김철수 : 소눈 역
- 방수형 : 개눈 부하 역
- 최민수 : 개눈 역 (특별출연)
- 고은정 : 말희엄마 역 (특별출연)
- 김진수 : 제작부 역 (특별출연)
- 유퉁 : 개형사 역 (특별출연)